# Bunchosia itacarensis
Bunchosia itacarensis är en tvåhjärtbladig växtart som beskrevs av W.R. Anderson. Bunchosia itacarensis ingår i släktet Bunchosia och familjen Malpighiaceae. Inga underarter finns listade i Catalogue of Life.